# Endasys microcellus
Endasys microcellus là một loài tò vò trong họ Ichneumonidae.